# Gong Guohua
Gong Guohua (né le 22 janvier 1964) est un athlète chinois, spécialiste des épreuves combinées.

## Biographie
Il remporte la médaille d'or du décathlon lors des championnats d'Asie 1987 et 1991. 

### Palmarès
| Date | Compétition         | Lieu         | Résultat | Épreuve   | Performance |
| ---- | ------------------- | ------------ | -------- | --------- | ----------- |
| 1987 | Championnats d'Asie | Singapour    | 1er      | Décathlon | 7 848 pts   |
| 1989 | Championnats d'Asie | New Delhi    | 2e       | Décathlon | 7 649 pts   |
| 1990 | Jeux asiatiques     | Pékin        | 3e       | Décathlon | 7 453 pts   |
| 1991 | Championnats d'Asie | Kuala Lumpur | 1er      | Décathlon | 7 652 pts   |

### Records
| Épreuve   | Performance | Lieu  | Date         |
| --------- | ----------- | ----- | ------------ |
| Décathlon | 7 908 pts   | Pékin | 24 juin 1990 |